# Mehmed Redif Pascha
Mehmed Redif Pascha (* 1836 in Bursa; † 1905 in Rhodos) war ein osmanischer Serasker (Generalfeldmarschall), der an zahlreichen Kriegen teilgenommen hat.

## Leben
1852 absolvierte Mehmed die Işıklar-Militärhochschule. Mehmed kämpfte sodann im Krimkrieg. Im Jahre 1856 beendete er die Osmanische Militärschule Harbije Mektebi. Im Mai des Jahres 1871 wurde er bis August Wālī (Gouverneur) von Jemen. Im Januar 1872 wurde Mehmed Oberbefehlshaber der 3. Armee. Danach folgten wieder zahlreiche Jahre als Wālī in zahlreichen Gebieten; zwischen Juli und September 1872 Gouverneur von Kreta, zwischen September 1872 und Mai 1873 in Ioannina, zwischen Mai 1873 und Juni 1875 in Bagdad. Während er Gouverneur in Bagdad war, war er nebenbei bis Oktober 1874 auch Oberbefehlshaber der 6. Armee. Im selben Jahre folgte auch seine Promotion zum Müşîr (Feldmarschall). 
Ab Juni 1875 diente er bis August als Wālī des Vilâyet Manastır und nebenbei wieder als Oberbefehlshaber der 3. Armee. Danach war er zwischen Juni 1876 und März 1878 als Oberbefehlshaber der 1. Armee beschäftigt. Im September 1876 erfolgte seine Promotion zum Serasker (Generalfeldmarschall). Aufgrund zahlreicher Fehlentscheidungen im Russisch-Osmanischer Krieg (1877–1878) wurden er und zahlreiche andere Generäle vor ein Kriegsgericht gestellt. Mehmed wurde degradiert und von Abdülhamid II. nach Rhodos verbannt, wo er im Jahre 1905 auch verstarb. Dort wurde er auch begraben.